# Sorianismo

La provincia de Soria antes de 1833 (sombreado) y en la actualidad (rojo).

El regionalismo soriano o sorianismo es un sentimiento territorial que se articula como movimiento cultural, social y político, de carácter regionalista, que lucha contra las desigualdades históricas de la provincia de Soria fomentadas por las políticas del estado español y la Comunidad Autónoma de Castilla y León.
Según la encuesta de SIGMA DOS para Soria ¡Ya! realizada en 2011, el 68,8 % de los sorianos se siente solamente soriano o más soriano que castellano leonés. La sensación de la mayoría de los sorianos, el 59,8 %, es que la comunidad autónoma es ajena a los problemas de la provincia y solamente el 24,9 % de los encuestados consideran que es bueno pertenecer a Castilla y León.

## Historia

### Antecedentes: Numantinismo y sorianismo

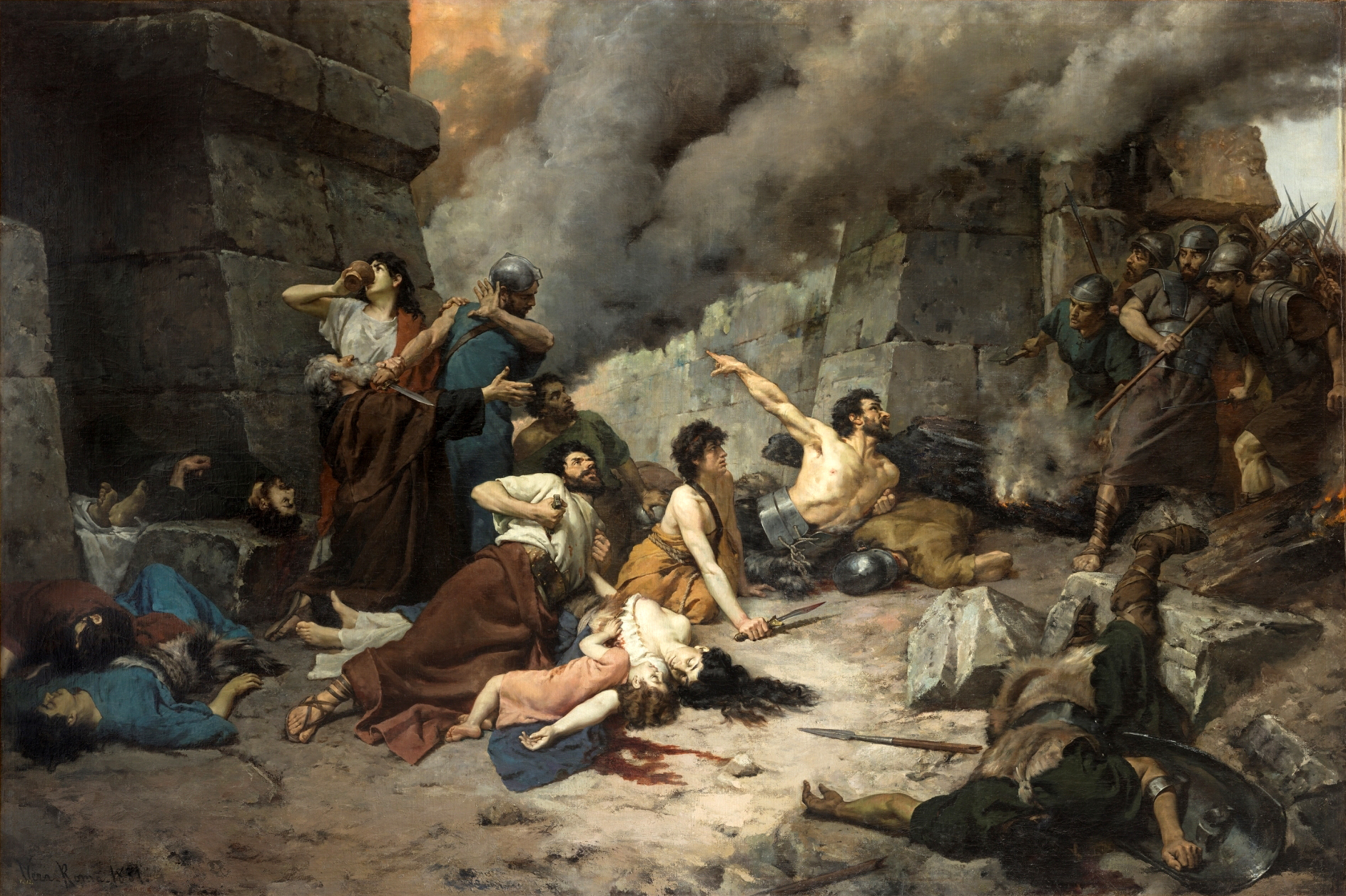
El último día de Numancia, del pintor español Alejo Vera Estaca (1881).

Tras la muerte de Fernando VII los liberales necesitaban una ordenación del territorio que permitiera una gobernación de España de manera uniforme. En noviembre de 1833, el secretario de Estado de Fomento, Javier de Burgos, creó un Estado centralizado, dividido en 49 provincias y 15 regiones.
La provincia de Soria sufrió serios recortes, unos 4000 km², a favor de las provincias de Logroño y Guadalajara, e intercambió territorios con la provincia de Burgos, quedando reducida a una extensión de 10.400,8 km², con 130.000 habitantes. La nueva Diputación Provincial de Soria intentó entonces recuperar algunos de los pueblos integrados en Logroño por “su inclinación y tendencia Soria” apelando a los derechos de la “pobre y marginada Soria”, actitud constante en lo sucesivo, reflejando el temor de su futura suerte.
Para afianzar la nueva realidad provincial se recurre al recuerdo de Numancia como referente de identidad para desarrollar un sentimiento provincial soriano, vinculado a la herencia de su glorioso pasado. Esta identidad será utilizada en la Primera Guerra Carlista (1833-1840), en la que la provincia de Soria se mantuvo fiel a Isabel II y a los liberales, haciendo referencia constante a Soria, como la “heredera de las glorias Numancia”. Estas referencias habían sido ya usadas durante la Guerra de la Independencia y continuarían durante la Regencia de Espartero (1841-1843), empleándose Numancia de igual modo para apoyar al gobierno vigente.
Estos avatares de principios de siglo hicieron que el símbolo de Numancia comenzase a utilizarse por los sorianos como un elemento histórico de identificación colectiva, convirtiéndose en el principal fundamento de la nueva provincia. De esta manera su nombre comenzó a utilizarse para denominar asociaciones (la Sociedad Económica de Amigos del País pasa a denominarse Numantina en 1815) o los primeros periódicos, El Numantino, que comenzó a publicarse en junio de 1841 y que desapareció 1842, comenzando a publicarse en ese mismo año El Eco de Numancia. Por esta misma época se creó el Casino Numancia, lugar de reunión y tertulia de todos los intelectuales sorianos.

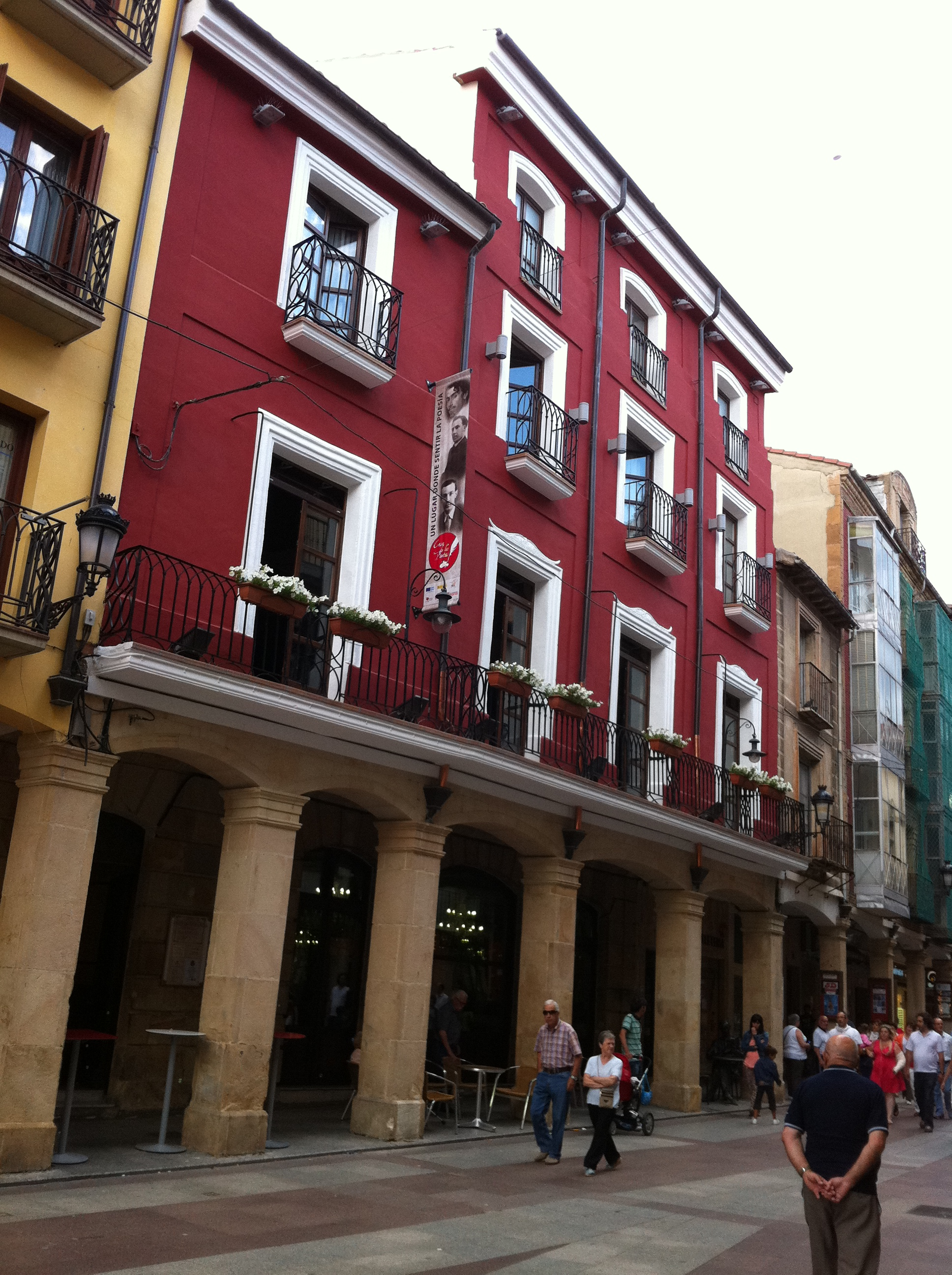
Círculo Amistad Numancia, lugar de reunión y tertulia de todos los intelectuales sorianos.

Desde las páginas de El Numantino se hizo patria con Numancia, ya que se consideraba que "El pueblo Soriano, este valiente, honrado y laborioso pueblo, en cuyo corazón se conservan como en depósito, puros y sin mancilla los sentimientos libres que recibieran treinta siglos ha de los Theógenes y Megara,...", debía recordar a sus antepasados, por lo que uno de sus principales objetivos fue que en las ruinas se erigiese un monumento a los héroes autoinmolados.
En febrero de 1922, Pelayo Artigas realiza una propuesta para cambiar el nombre de la provincia por el de «Numancia», reservando el de «Soria» sólo para la capital, iniciativa que fue respaldada por todas las instituciones y personalidades sorianas, así como por la prensa local (El Porvenir Castellano, El Avisador Numantino y el Defensor Escolar entre otros). Todos ellos abogaron por una identificación de Soria con Numancia, ya que existía una relación entre el olvido de la ciudad heroica y la marginación y olvido de la provincia de Soria, así como la consideración de Soria como una nueva Numancia asediada y castigada por el sistema económico y político salido de la revolución. La situación se había visto acentuada con la posición de España tras el 98, al ser Numancia el exponente de los valores patrios a seguir, sirviendo a Soria para reclamar la atención del país. 
La división de opiniones entre los políticos sorianos hizo que los republicanos se pronunciasen desde las páginas del Noticiero de Soria, oponiéndose al cambio de nombre y preguntándose si la forma de conseguir el progreso de Soria sería más efectiva con el cambio de nombre a la provincia o por el contrario con un cambio de conducta. Esto provocó que parte de la opinión pública soriana variase su pensamiento acerca de la necesidad de identificar Soria con Numancia, entendiendo que no era necesario para lograr que la provincia de Soria saliese de su situación de olvido, abandono y depresión.

### Etapa democrática
Los cambios económicos que experimentó España llegados con la modernización de la agricultura y el desarrollo industrial a mediados del siglo XX produjeron un excedente de mano de obra en el mundo rural que incrementó el fenómeno de la emigración hacia las grandes ciudades industriales (principalmente hacia Madrid, Barcelona, Zaragoza y Bilbao). En la década de 1960-1970, la provincia de Soria alcanzó unos niveles muy altos de emigración, pasando de un crecimiento demográfico positivo en la primera mitad del siglo a alcanzar 1960 con menos población que a principios del mismo. Esta emigración supuso un cambio significativo en la estructura social, ya que la reducción de jóvenes provocó el envejecimiento de la población y el descenso de la natalidad. La capital soriana, que tenía poco más de 19.000 habitantes en 1960, superaba los 30.000 en 1980 y los 35.000 en la década de los 90, concentrando en la actualidad casi la mitad de la población de la provincia.
La situación de empobrecimiento y despoblación no había sido tenida en cuenta por los gobiernos franquistas, dejando a Soria fuera de los Planes de Desarrollo, lo que generó un nuevo resurgir del "sorianismo, en sentido de marginación". Frente a la línea de pensamiento de lo poderes institucionales y fácticos que presentaban la situación como inevitable, surgirá la línea de queja del sorianismo, de la marginación de Soria, donde confluirían sectores e ideologías diversas.
La llegada de la periodo democrático y del nuevo estado de las autonomías no hizo más que acentuar las diferencias entre la provincia y el resto del país, y de provincias "hermanas". Si hasta entonces el estado español no había tenido en cuenta la situación de la provincia, la nueva Comunidad Autónoma de Castilla y León tampoco hará nada por resolver los problemas de la misma, suponiendo este nuevo modelo un simple cambio de centralismo, pasando de Madrid a Valladolid sin ningún tipo de beneficio para el territorio soriano. Además del centralismo político, la concentración de la actividad económica de la autonomía en Valladolid ha sido un desacierto, como así atestiguan los resultados en empleo y población de todo el territorio castellano-leonés, haciéndose críticos en la provincia de Soria. El propio presidente Juan Vicente Herrera reconocía en 2015 que la comunidad debía mucho a la provincia, denominándola en numerosas ocasiones como la "hermana pobre".
Este nuevo centralismo, unido a la propia concepción de la autonomía como unión de dos regiones históricas sin ningún tipo de identidad ni de sentimiento regional, ha provocado una grave desafección de los sorianos hacia su comunidad autónoma. Según la encuesta de SIGMA DOS para Soria ¡Ya! realizada en 2011, el 68,8% de los sorianos no se siente castellano y leonés, se siente solamente soriano o más soriano que castellano leonés. La sensación de la mayoría de los sorianos, el 59,8%, es que la Comunidad autónoma es ajena a los problemas de la provincia y solamente el 24,9% de los encuestados consideran que es bueno pertenecer a Castilla y León.
La percepción de marginación de Soria dentro de la Comunidad Autónoma no sólo la perciben los propios sorianos sino una mayoría muy importante de ciudadanos de Castilla y León. Según el Barómetro Socyl, a juicio de los castellano y leoneses encuestados, la provincia más desfavorecida por parte de la Junta es Soria, con un 61,7%.

## Partidos políticos

### Alternativa Soriana Independiente
Alternativa Soriana Independiente surgió en 1995 como el primer partido sorianista independiente aunque su actuación se circunscribía únicamente a la ciudad de Soria, logrando dos concejales en las elecciones municipales de 1995 en el Ayuntamiento de Soria. En 1999 arrebata junto a PSOE e IU la alcaldía de la ciudad al PP con el tripartito de izquierdas formado por PSOE (6 concejales), ASI (4 concejales) e IU (1 concejal). En las elecciones de 2003 le pasó factura su pacto con el PSOE, pasando a 1 concejal, desapareciendo en los siguientes comicios.

### Iniciativa por el Desarrollo de Soria
IDES surgió en 2002 como una escisión del PSOE para aunar a las fuerzas independientes con el objetivo de luchar por los mismos derechos para Soria que tienen otras provincias de España. IDES se integró en Ciudadanos - Partido de la Ciudadanía de cara a las Elecciones municipales de España de 2015 y autonómicas por la provincia de Soria de 24 de mayo de 2015.

### Plataforma del Pueblo Soriano
Plataforma del Pueblo Soriano (P.P.SO.) es un partido político español de carácter soriano, que aspira a la defensa y desarrollo de la provincia de Soria. Fue creado en Almazán en 2011 como escisión del PP debido a grandes diferencias internas del partido. Pronto P.P.SO. logró mayor apoyo que el Partido Popular en la villa y se extendió a los pueblos colindantes, surgieron afiliados en los grandes núcleos de población de la provincia de Soria. 
Plataforma del Pueblo Soriano se integró en Ciudadanos - Partido de la Ciudadanía de cara a las Elecciones municipales de España de 2015 por la provincia de Soria y provinciales y autonómicas por la provincia de Soria de 24 de mayo de 2015. En el año 2016 la formación naranja decidió expulsar a los dos diputados provinciales, José Antonio de Miguel y Raúl Lozano, por apoyar en una moción, junto con PSOE y PP, la pervivencia de la Diputación Provincial de Soria y su modernización.

## Plataformas ciudadanas

### Soria ¡Ya!
Soria ¡Ya! es el principal movimiento ciudadano que lucha por las desigualdades de la provincia de Soria, realizando numerosas acciones y manifestaciones contra el olvido institucional que no fomenta iniciativas de desarrollo que incentiven el potencial socioeconómico de la provincia. Como movimiento ciudadano, no tiene adscripción política definida, únicamente ha realizado un diagnóstico de la realidad de la provincia de Soria formalizada en una serie de reivindicaciones, que, a modo de objetivos, son el referente, la razón de ser y la esencia básica de la posición y acción del movimiento ciudadano.

### Plataforma para la Defensa de la Universidad en Soria
La Plataforma para la Defensa de la Universidad en Soria nació en el año 2013 como respuesta a la supresión del grado de Ingeniería Agrícola. Está formada por profesores, trabajadores y ciudadanos que luchan por la defensa del Campus soriano, exigiendo el mantenimiento de las titulaciones actuales, el mantenimiento de Energías Renovables, y una voluntad política y académica de apuesta por la Universidad en Soria. En una reunión celebrada el 21 de diciembre de 2016 se acordó su disolución por lo que desde entonces dejó de existir.

## Celtiberismo

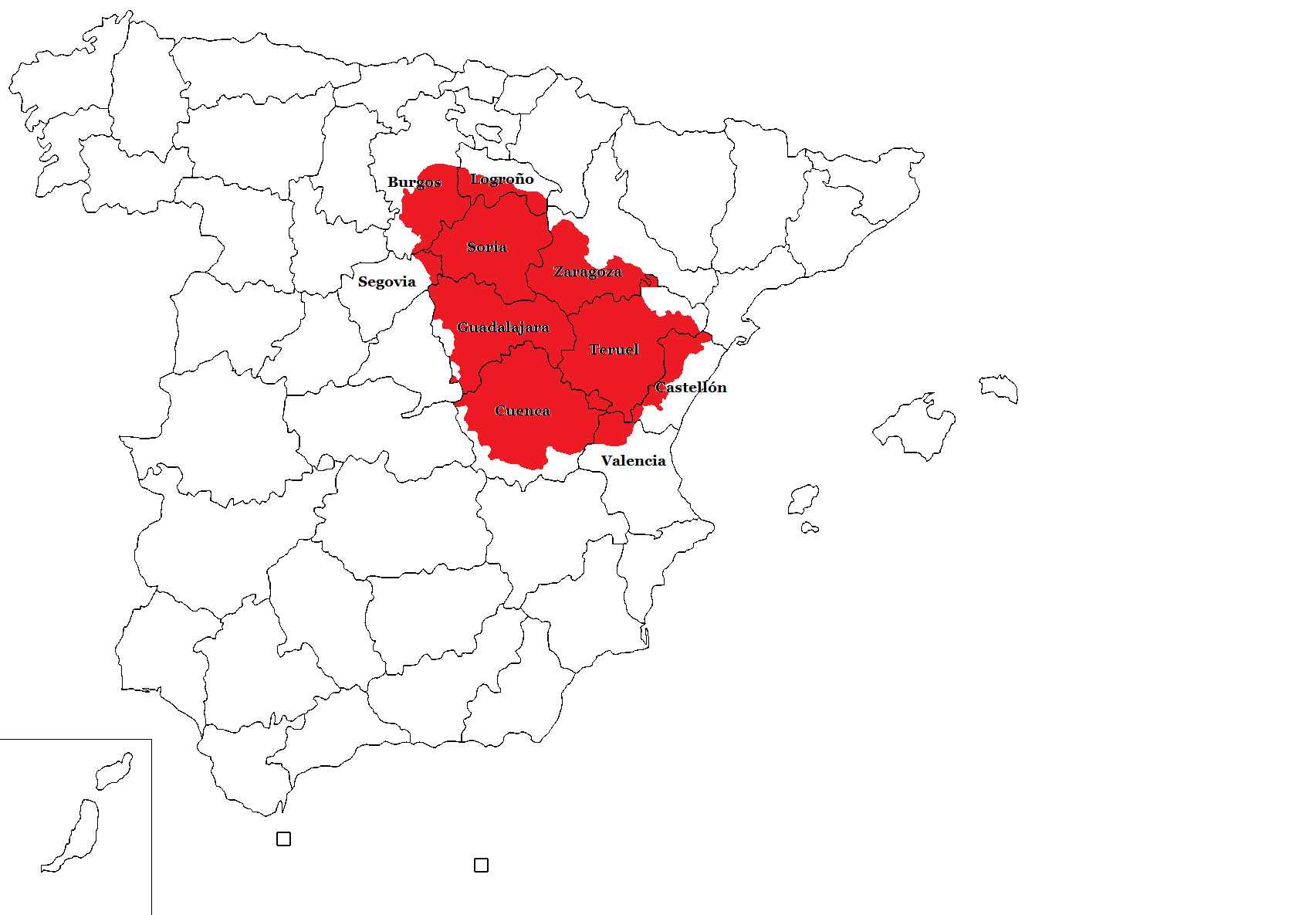
La Serranía Celtibérica

La provincia de Soria comparte sus problemas demográficos y de abandono institucional con otras zonas limítrofes. Para implementar soluciones conjuntas, varios movimientos reclaman la constitución de una región, o una estructura interregional, en esta área. Uno de ellos es el proyecto Serranía Celtibérica, cuya figura más visible es el catedrático Francisco Burillo Mozota. Este proyecto define una región con una superficie de 63.098 km² repartida entre las provincias de Burgos, Cuenca, Guadalajara, Segovia, Soria, Teruel, Valencia y Zaragoza, aproximadamente la que estuvo habitada por los pueblos celtíberos. 
Esta fragmentación actual se contrapone con la unión en tiempos previos a la romanización, cuando "la Celtiberia tenía una entidad cultural propia; y sus centros políticos y económicos estaban situados en las múltiples ciudades estado de su territorio". El proyecto Serranía Celtibérica reclama que una mayor integración de dichos territorios facilitarían la implantación de medidas de cohesión económica, social y territorial; tales como un IVA reducido del 7% o las medidas específicas de la Unión Europea para las Regiones Ultraperiféricas. Desde 2014, la red de Universidades de la Serranía Celtibérica busca implementar propuestas de promoción de la I+D en la zona.